# Megachile parietina
Espèce
Megachile parietina, l'Abeille maçonne à poils roux ou le Chalicodome des murailles, est une espèce d'Abeilles de la famille des Megachilidae, du genre Megachile et du sous-genre Chalicodoma dont elle est l'espèce type. Endémique de l'Europe et du bassin méditerranéen, cette abeille solitaire maçonne apprécie les pelouses calcicoles et bien qu'elle soit polylectique, elle butine préférentiellement les Fabacées. Les Orchidées Ophrys de Bertoloni et affiliées séduisent le mâle par mimétisme pouyannien de sa femelle pour se faire polliniser,.
- Megachile parietina, , l'Abeille maçonne à poils roux

Megachile parietina,, l'Abeille maçonne à poils roux
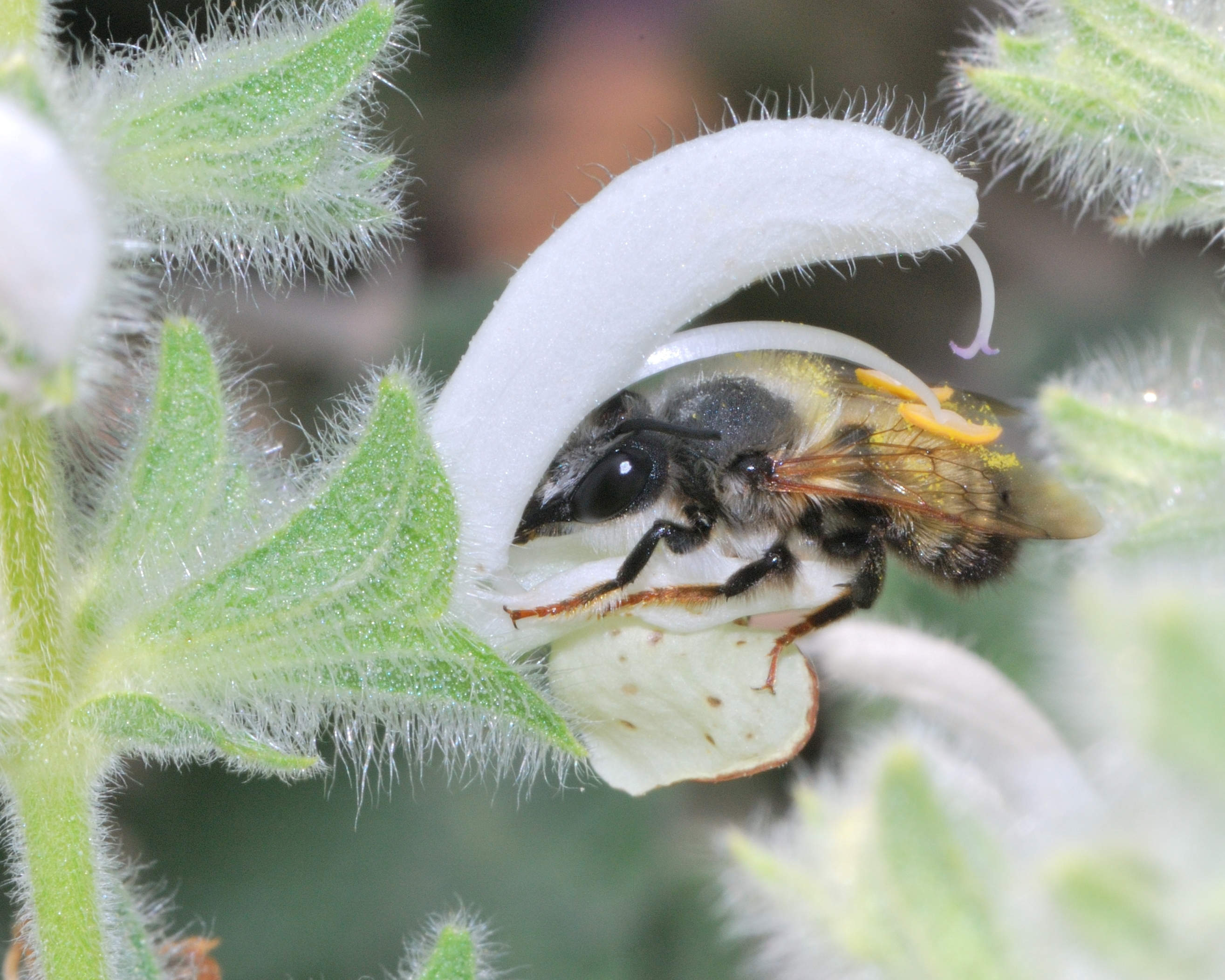
Mâle butinant
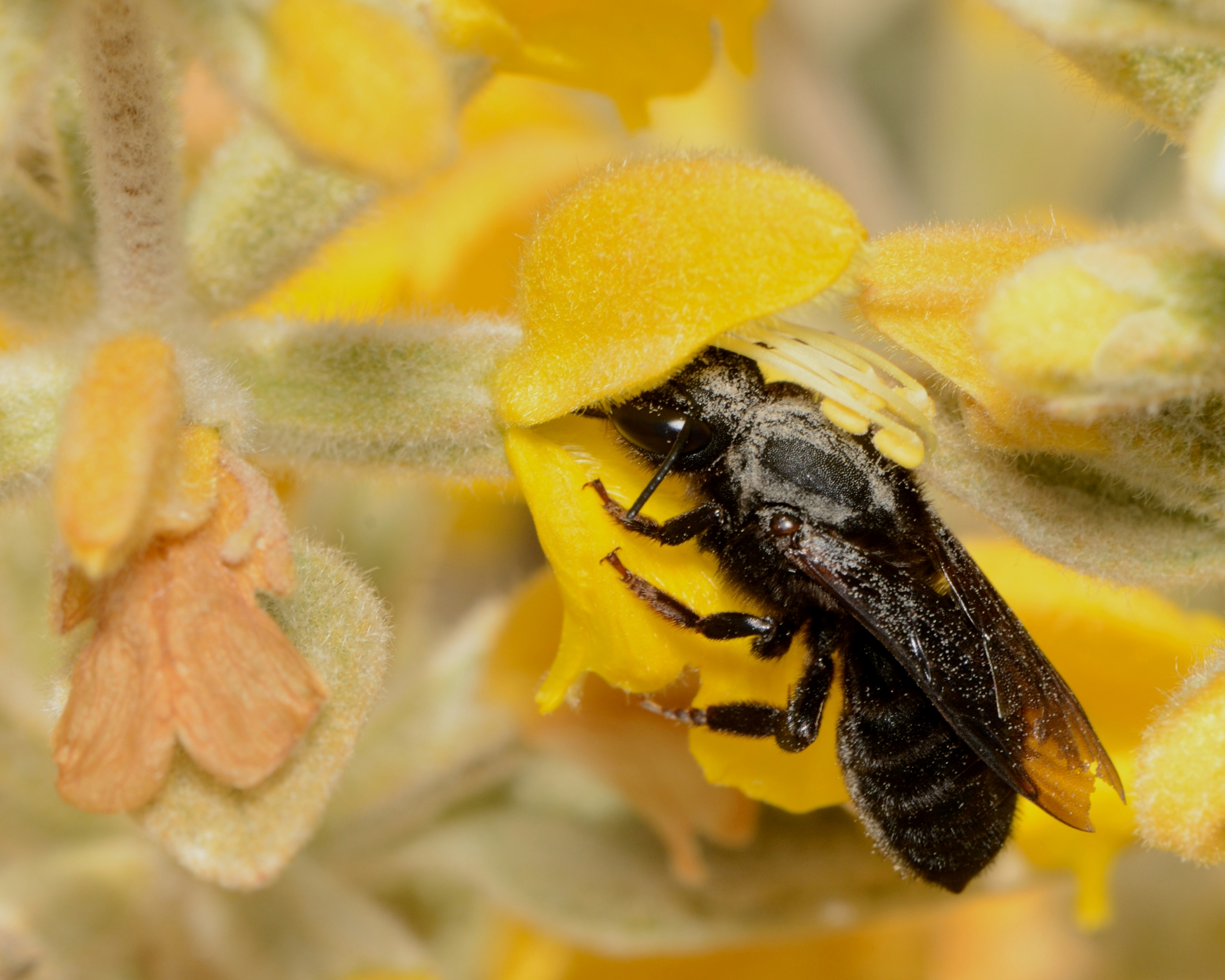
Femelle butinant
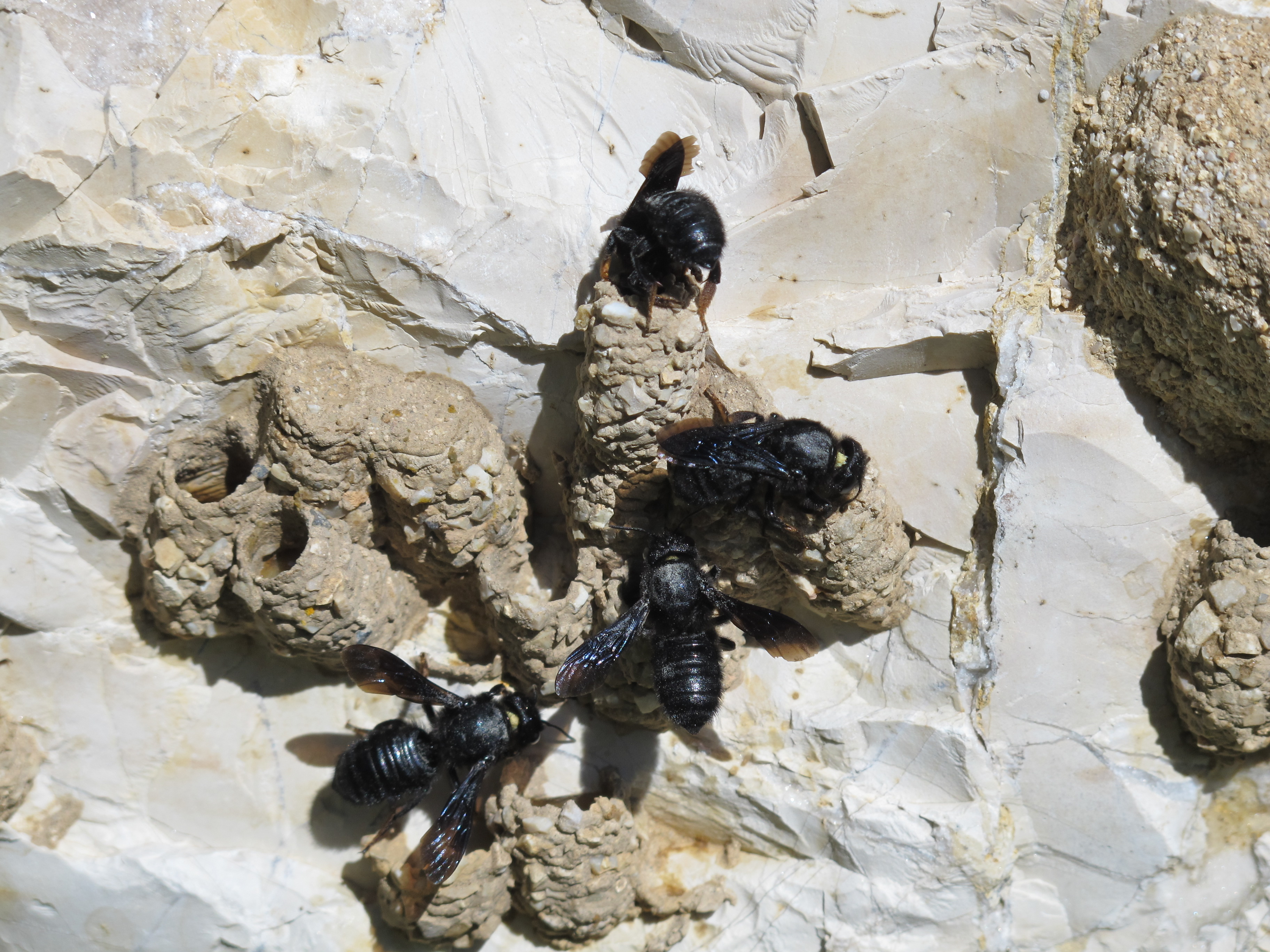
Nid et cellules en terre
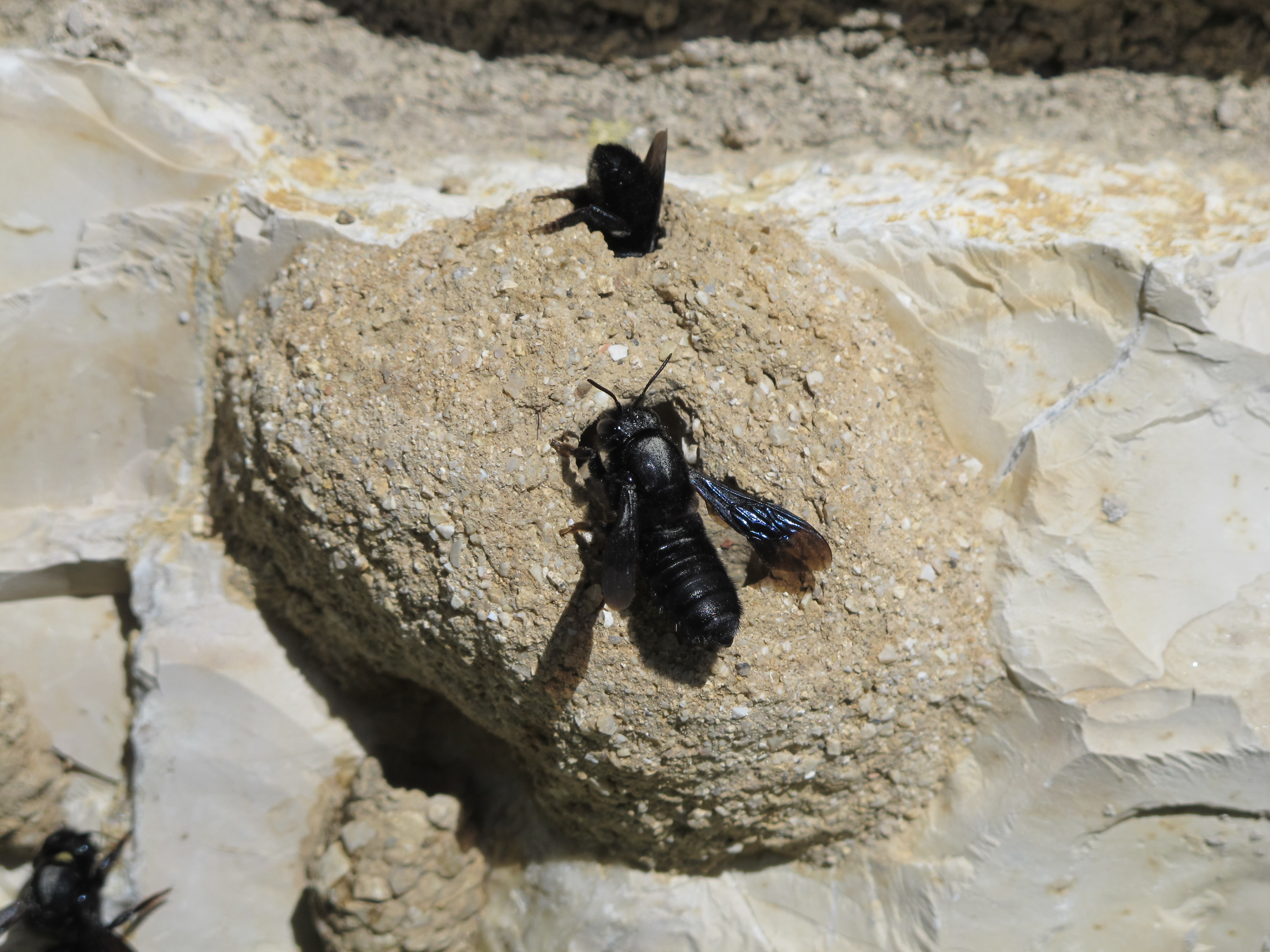
Couche de protection externe